# Резолюция Совета Безопасности ООН 1086
Резолюция Совета Безопасности Организации Объединённых Наций 1086 (код — S/RES/1086), принятая 5 декабря 1996 года, сославшись на все соответствующие резолюции Совета Безопасности ООН и Генеральной Ассамблеи ООН по Гаити, Совет постановил окончательно продлить срок действия Миссии ООН по поддержке в Гаити (МООНПГ) до 31 мая 1997 года, если не удастся добиться дальнейшего прогресса, в этом случае она будет продлена до 31 июля 1997 года.
Совет безопасности отметил улучшение ситуации в области безопасности на Гаити в последние месяцы и способность Гаитянской национальной полиции противостоять ей. Ситуация в области безопасности все ещё подвержена колебаниям. Была высоко оценена работа Национальной полиции по продвижению демократии и оживлению судебной системы страны, а также приветствовались усилия Организации американских государств (ОАГ) и Международной гражданской миссии (MICIVIH).
Была подчеркнута важность самодостаточных и полностью функционирующих полицейских сил. Мандат МООНПЧ, изложенный в Резолюции 1063 (1996), был продлен до 31 мая 1997 года с численностью 300 полицейских и 500 военнослужащих, если МООНПЧ не сможет добиться дальнейшего прогресса в работе с полицейскими силами, в этом случае он будет продлен до 31 июля 1997 года после проведения обзора Советом.
Генеральному секретарю ООН Бутросу Бутросу-Гали было предложено доложить к 31 марта 1997 года о выполнении резолюции. Было признано, что реконструкция и экономическое восстановление являются основными задачами, стоящими перед правительством Гаити, и важность международной помощи стране. Государствам-членам было настоятельно предложено оказать международную помощь в дополнение к взносам в добровольный фонд, созданный в резолюции 975 (1995).